# Ślepowron rdzawy
Ślepowron rdzawy (Nycticorax caledonicus) – gatunek ptaka brodzącego z rodziny czaplowatych (Ardeidae). Zamieszkuje południowo-wschodnią Azję, Australię, Nową Zelandię oraz wyspy zachodniego Pacyfiku. Nie jest zagrożony.

## Morfologia
Średniej wielkości czapla o krępej budowie. Samce osiągają 55–65 centymetrów wysokości, samice 55–60 centymetrów. Rozpiętość skrzydeł wynosi od 95 do 110 centymetrów. Masa ciała obu płci to około 800 gramów. U gatunku tego nie obserwuje się wyraźnego dymorfizmu płciowego. Grzbiet ma barwę czerwonawo-brązową, co kontrastuje z białym brzuchem. Skrzydła o barwie szarej. Na głowie czarne pióra na kształt czapki, z przedłużeniem na górną część karku. Posiada gruby, czarny dziób, czerwone oczy i jasnobrązowe nogi. W okresie lęgowym nogi przybierają różową barwę. Młode posiadają żółte lub bursztynowe oczy, natomiast nogi są barwy szarej. Czapka na głowie młodych ma brązowy odcień. Młode przybierają upierzenie dorosłych osobników dopiero po trzech latach.

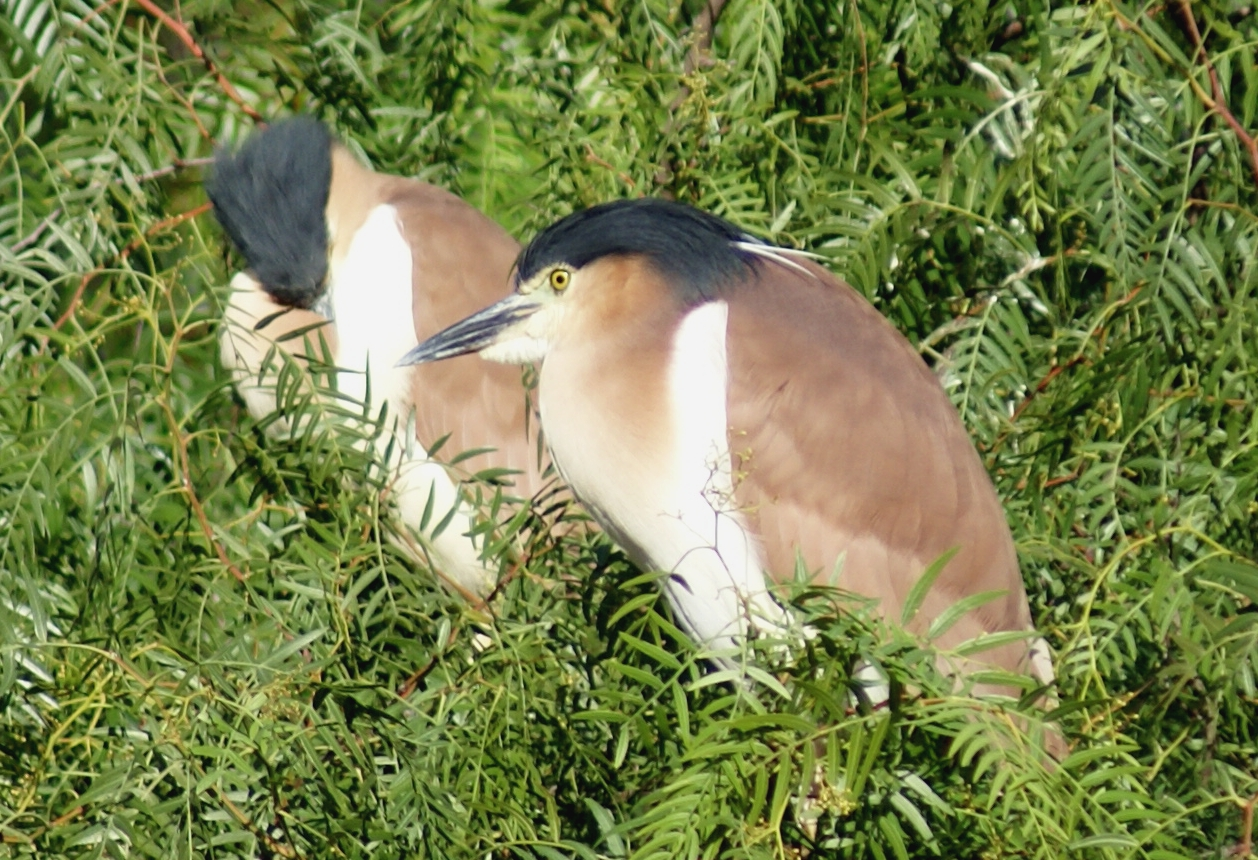
Para ślepowronów rdzawych

## Podgatunki
Obecnie wyróżnia się 6 podgatunków ślepowrona rdzawego, z czego jeden uznany jest za wymarły.
- Nycticorax caledonicus crassirostris† – Wyspy Bonin
- Nycticorax caledonicus manillensis – Filipiny, północne Borneo
- Nycticorax caledonicus australasiae (syn. N. c. hilli Mathews, 1912[5]) – od Jawy do Nowej Gwinei, Australia; introdukowany na Nowej Zelandii[3][6]
- Nycticorax caledonicus pelewensis – Palau, Karoliny
- Nycticorax caledonicus caledonicus – Nowa Kaledonia
- Nycticorax caledonicus mandibularis – Archipelag Bismarcka i Wyspy Salomona

## Ekologia i zachowanie

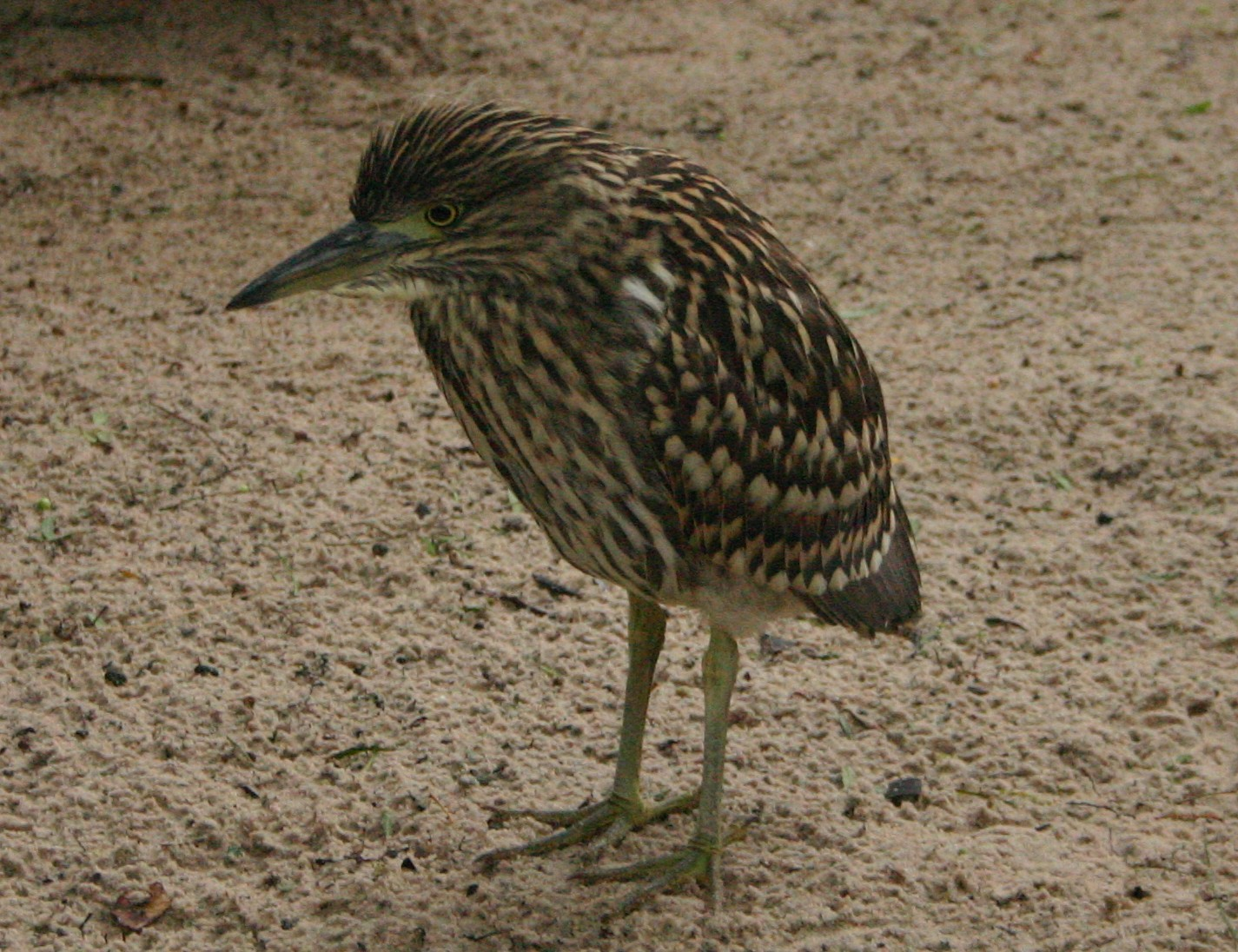
Młode ślepowrona rdzawego

BiotopObszary nadbrzeżne słodkiej, słonawej i słonej wody. Obszary porośnięte roślinnością w pobliżu brzegów rzek, strumieni, stawów, jezior, bagien i lasów namorzynowych. Gniazduje na suchym lądzie wzdłuż morskiego wybrzeża. Gniazda kryje w koronach drzew, przede wszystkim sosny, dębu, namorzynów, bambusów.
RozmnażanieŚlepowron rdzawy należy do gatunków monogamicznych. W okresie lęgowym samce stają się bardziej agresywne, jak również wykonują tańce godowe polegające na przykucaniu, opuszczaniu głowy, otwieraniu dzioba oraz chwytaniu gałązek. W celu zainteresowania samicy wykonuje różnego rodzaju syknięcia. Wykonywanie tańca godowego przez jednego samca inicjuje podobną reakcję u innych osobników. W przypadku tworzenia nowych par, nogi obu osobników przyjmują barwę różową. Do kopulacji dochodzi najczęściej na gnieździe lub w jego pobliżu. Do rozmnażania dochodzi jednorazowo w czasie sezonu. Ślepowron rdzawy gniazduje w koloniach, nawet po kilka, kilkanaście gniazd na jednym drzewie. Gniazdo zbudowane jest w pobliżu pnia drzewa lub w rozwidleniu gałęzi. Samiec rozpoczyna budowę gniazda, lecz niekiedy modernizuje stare. Samiec podczas budowy gniazda zbiera patyki, po czym prezentuje je samicy. Samica składa od 3 do 5 zielonkawych jaj w dwudniowych odstępach, zaczynając 4–5 dni od utworzenia pary. Jaja w wyniku działania promieni słonecznych blakną, przyjmując niebieskawą lub zielona barwę. Wysiadywanie trwa od 24 do 26 dni przez oboje rodziców. W czasie upalnych dni ślepowrony rdzawe nawilżają pióra na piersiach, po czym schładzają jaja lub pisklęta w gnieździe. Dwa tygodnie po wylęgu młode opuszczają gniazdo, lecz nie oddalają się daleko. Przez kolejne 3 tygodnie można je odnaleźć skupione w grupie na czubkach drzew. W wieku 6–7 tygodni młode dobrze fruwają i odlatują na tereny żerowania. Dorosłe ślepowrony słabo rozróżniają własne młode i niekiedy dochodzi do karmienia innych piskląt z kolonii. Młode w przypadku nagłego zaniepokojenia lub ataku drapieżnika mają skłonność do wymiotowania pokarmem w kierunku agresora.
PożywienieŚlepowron rdzawy jest gatunkiem oportunistycznym. Jego dieta składa się przede wszystkim z ryb, aczkolwiek zjada także pijawki, dżdżownice, owady wodne i lądowe. Pokarm stanowią również raki, małże, kalmary, płazy, jaszczurki, węże, gryzonie, ptaki oraz ich jaja, padlina, materiał roślinny, a także odpadki na wysypiskach śmieci. Pożywienia poszukuje najczęściej w pobliżu płytkich brzegów jezior i rzek. Pokarmu poszukuje najczęściej w godzinach porannych. W okresie lęgowym, kiedy zapotrzebowanie na pokarm jest większe, jego poszukiwanie odbywa się w ciągu całego dnia.

## Status
Obszar występowania ślepowrona rdzawego jest bardzo duży, co zapobiega bezpośredniemu zagrożeniu wynikającemu z niszczenia siedlisk bytowania i gniazdowania. Liczebność gatunku ma cechy fluktuacji wynikającej z warunków środowiskowych, choć niektóre populacje mogą być stabilne, a trend liczebności niektórych nie jest znany. Z tego powodu ślepowrona rdzawego uznaje się za gatunek najmniejszej troski (LC).
Jeden z podgatunków ślepowrona rdzawego, tj. Nycticorax caledonicus crassirostris posiada obecnie status podgatunku wymarłego (EX). Został on opisany przez Nicholasa Aylwarda Vigorsa w 1839 roku. Wymarł około 50 lat po jego odkryciu. Żył on na Wyspach Bonin. Wymarł w wyniku wprowadzenia na wyspę drapieżników, m.in. szczurów i dzikich kotów.